# Bernina (district)
Het district Bernina (Reto-Romaans: District dal Bernina; Italiaans: Distretto di Bernina; Duits: Bezirk Bernina) is een bestuurlijke eenheid binnen het kanton Graubünden.
Het heeft een oppervlakte van 237,2 km² en heeft 4687 inwoners (Stand: 31 december 2004). Tot het district behoren de volgende cirkels en gemeenten:
| Brusio | 1222 | 46,25 |

| Poschiavo | 3465 | 190,95 |

Albula · Bernina · Hinterrhein · Imboden · Inn · Landquart · Maloja · Moësa · Plessur · Prättigau/Davos · Surselva